# Nīcgale
Nīcgale (ryska: Ницгале) är en ort i Lettland.   Den ligger i kommunen Daugavpils novads, i den sydöstra delen av landet, 160 km sydost om huvudstaden Riga. Nīcgale ligger 96 meter över havet och antalet invånare är 561.
Terrängen runt Nīcgale är mycket platt. Runt Nīcgale är det glesbefolkat, med 11 invånare per kvadratkilometer. Närmaste större samhälle är Ilūkste, 19,4 km söder om Nīcgale. I omgivningarna runt Nīcgale växer i huvudsak blandskog.